# Antonio de Santander
Antonio de Santander fue un pintor español, nacido en Málaga hacia 1635, que se estableció muy joven en la ciudad mexicana de Puebla, donde falleció en 1698. 
En Puebla se formó en el taller de Rodrigo de la Piedra, pintor gaditano avecindado en dicha ciudad, que luego se convirtió en su suegro, al casar Antonio con una de sus hijas, Nicolasa. Su actividad profesional documentada se desarrolló en tierras virreinales. Tuvo tres hijos pintores que fueron José, Miguel y Antonio de Santander.

## Obras
- La Virgen de la Soledad de Puebla, Iglesia de la Trinidad, Sanlúcar de Barrameda;
- Aparición de la virgen en Ocotlán a Juan Diego, Parroquia de Santa María de la Natividad, Villa de Tamazulápam del Progreso;
- El Entierro de Cristo, Convento de San Gabriel Arcángel, San Pedro Cholula;
- La Piedad, Parroquia de San José, Puebla;
- El Descendimineto de Cristo, Catedral de Puebla;
- La Lanzada, Catedral de Puebla;
- Crucifixión, Catedral de Puebla;
- El Carro triunfal de San Miguel, Santuario de San Miguel del Milagro, Municipio de Natívitas;
- El Juicio Final, Parroquia de San Francisco de Asís, San Francisco Totimehuacán;
- La Inmaculada con Santa Ana y San Joaquín, Parroquia de San Miguel Arcángel, Puebla;
- San Miguel Arcángel, Museo Nacional del Virreinato;
- Crucificado, Parroquia de San Andrés, San Andrés Cholula.